# Ceratozetes rostroundulatus
Ceratozetes rostroundulatus är en kvalsterart som beskrevs av Paulitchenko 1991. Ceratozetes rostroundulatus ingår i släktet Ceratozetes och familjen Ceratozetidae. Inga underarter finns listade i Catalogue of Life.